# 金山町 (福島県)
金山町（かねやままち）は、福島県奥会津地方に位置し、大沼郡に属する町。会津地方でも西部にあり、新潟県と県境を接する。テレビドラマ『未成年』のロケ地であった。

## 地理

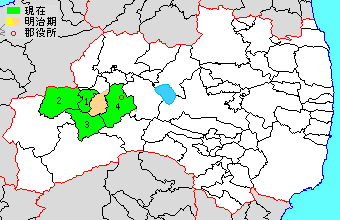
福島県大沼郡の範囲（1.三島町 2.金山町 3.昭和村 4.会津美里町 薄黄：後に他郡に編入された区域）

『金山町誌』を参照。
- 山：貉ヶ森山[8][9]、本名御神楽[6]
- 河川：只見川、野尻川（阿賀野川水系只見川支流の一級河川）[10]
- 湖沼：沼沢湖[11]
  - 県内で唯一、ヒメマスが生息する[12]。
- 舟鼻峠
  - 金山から南東の南会津郡旧田島を結ぶ国道400号旧道が通る（現・南会津町[13]）。

### 気候
平均気温10.5 °Cの日本海側気候で、年平均降水量1,983 mm、1月の降雪は平均324 cmに達する豪雪地帯である。
2011年（平成23年）7月に「新潟・福島豪雨」が発災した。
| 金山（2008年 - 2020年）の気候      | 金山（2008年 - 2020年）の気候 | 金山（2008年 - 2020年）の気候 | 金山（2008年 - 2020年）の気候 | 金山（2008年 - 2020年）の気候 | 金山（2008年 - 2020年）の気候 | 金山（2008年 - 2020年）の気候 | 金山（2008年 - 2020年）の気候 | 金山（2008年 - 2020年）の気候 | 金山（2008年 - 2020年）の気候 | 金山（2008年 - 2020年）の気候 | 金山（2008年 - 2020年）の気候 | 金山（2008年 - 2020年）の気候 | 金山（2008年 - 2020年）の気候 |
| 月                                 | 1月                           | 2月                           | 3月                           | 4月                           | 5月                           | 6月                           | 7月                           | 8月                           | 9月                           | 10月                          | 11月                          | 12月                          | 年                            |
| ---------------------------------- | ----------------------------- | ----------------------------- | ----------------------------- | ----------------------------- | ----------------------------- | ----------------------------- | ----------------------------- | ----------------------------- | ----------------------------- | ----------------------------- | ----------------------------- | ----------------------------- | ----------------------------- |
| 最高気温記録 °C （°F）             | 12.7 (54.9)                   | 15.1 (59.2)                   | 20.2 (68.4)                   | 28.6 (83.5)                   | 32.5 (90.5)                   | 33.8 (92.8)                   | 36.4 (97.5)                   | 36.7 (98.1)                   | 34.4 (93.9)                   | 29.5 (85.1)                   | 22.2 (72)                     | 15.6 (60.1)                   | 36.7 (98.1)                   |
| 平均最高気温 °C （°F）             | 2.0 (35.6)                    | 3.1 (37.6)                    | 7.4 (45.3)                    | 14.4 (57.9)                   | 21.8 (71.2)                   | 24.8 (76.6)                   | 28.0 (82.4)                   | 29.5 (85.1)                   | 24.8 (76.6)                   | 18.3 (64.9)                   | 11.3 (52.3)                   | 4.7 (40.5)                    | 15.8 (60.4)                   |
| 日平均気温 °C （°F）               | −1.0 (30.2)                   | −0.8 (30.6)                   | 2.1 (35.8)                    | 7.3 (45.1)                    | 14.3 (57.7)                   | 18.5 (65.3)                   | 22.6 (72.7)                   | 23.6 (74.5)                   | 19.2 (66.6)                   | 12.9 (55.2)                   | 6.5 (43.7)                    | 1.3 (34.3)                    | 10.5 (50.9)                   |
| 平均最低気温 °C （°F）             | −3.4 (25.9)                   | −3.8 (25.2)                   | −1.6 (29.1)                   | 1.8 (35.2)                    | 8.0 (46.4)                    | 13.6 (56.5)                   | 18.9 (66)                     | 19.8 (67.6)                   | 15.7 (60.3)                   | 9.5 (49.1)                    | 3.4 (38.1)                    | −1.0 (30.2)                   | 6.7 (44.1)                    |
| 最低気温記録 °C （°F）             | −12.2 (10)                    | −11.9 (10.6)                  | −9.7 (14.5)                   | −4.1 (24.6)                   | −0.2 (31.6)                   | 5.3 (41.5)                    | 10.9 (51.6)                   | 12.7 (54.9)                   | 8.2 (46.8)                    | 2.3 (36.1)                    | −2.6 (27.3)                   | −10.5 (13.1)                  | −12.2 (10)                    |
| 降水量 mm （inch）                 | 224.9 (8.854)                 | 137.1 (5.398)                 | 116.1 (4.571)                 | 98.0 (3.858)                  | 77.2 (3.039)                  | 127.4 (5.016)                 | 294.1 (11.579)                | 182.7 (7.193)                 | 150.8 (5.937)                 | 142.0 (5.591)                 | 171.6 (6.756)                 | 248.5 (9.783)                 | 1,983.2 (78.079)              |
| 降雪量 cm （inch）                 | 324 (127.6)                   | 242 (95.3)                    | 155 (61)                      | 48 (18.9)                     | 0 (0)                         | 0 (0)                         | 0 (0)                         | 0 (0)                         | 0 (0)                         | 0 (0)                         | 7 (2.8)                       | 203 (79.9)                    | 975 (383.9)                   |
| 平均降水日数 （≥1.0 mm）           | 23.6                          | 17.4                          | 17.0                          | 12.8                          | 10.3                          | 11.8                          | 15.9                          | 13.1                          | 11.8                          | 13.2                          | 17.4                          | 21.9                          | 186.9                         |
| 平均月間日照時間                   | 39.3                          | 64.5                          | 117.8                         | 162.5                         | 201.6                         | 160.3                         | 129.8                         | 168.8                         | 131.0                         | 110.0                         | 83.5                          | 52.8                          | 1,422.1                       |
| 出典1：Japan Meteorological Agency |                               |                               |                               |                               |                               |                               |                               |                               |                               |                               |                               |                               |                               |
| 出典2：気象庁                      |                               |                               |                               |                               |                               |                               |                               |                               |                               |                               |                               |                               |                               |

### 人口
| 金山町（に相当する地域）の人口の推移 \| 1970年（昭和45年） \| 6,511人 \| \| \| 1975年（昭和50年） \| 5,218人 \| \| \| 1980年（昭和55年） \| 4,790人 \| \| \| 1985年（昭和60年） \| 4,282人 \| \| \| 1990年（平成2年） \| 3,945人 \| \| \| 1995年（平成7年） \| 3,511人 \| \| \| 2000年（平成12年） \| 3,204人 \| \| \| 2005年（平成17年） \| 2,834人 \| \| \| 2010年（平成22年） \| 2,462人 \| \| \| 2015年（平成27年） \| 2,189人 \| \| \| 2020年（令和2年） \| 1,862人 \| \| |         |  |
| 総務省統計局 国勢調査より |         |  |
| 1970年（昭和45年） | 6,511人 |  |
| 1975年（昭和50年） | 5,218人 |  |
| 1980年（昭和55年） | 4,790人 |  |
| 1985年（昭和60年） | 4,282人 |  |
| 1990年（平成2年） | 3,945人 |  |
| 1995年（平成7年） | 3,511人 |  |
| 2000年（平成12年） | 3,204人 |  |
| 2005年（平成17年） | 2,834人 |  |
| 2010年（平成22年） | 2,462人 |  |
| 2015年（平成27年） | 2,189人 |  |
| 2020年（令和2年） | 1,862人 |  |

電源開発工事で一時的に人口増を見たものの、工事の完了、鉱山の閉鎖など人口流出の契機が重なった。同じ大沼郡の昭和村と並んで高齢化率が54.8%に達しており、限界自治体となっている。自然資源を活用した地域振興策は、1980年代から講じられてきた。

## 歴史
この一帯は先史時代から人の暮らしが営まれ、縄文、弥生の遺跡が発掘されている。江戸時代、天領「南山御蔵入」（みなみやま おくらいり）と呼ばれた。会津地方の『郷土誌』は福島県訓令にしたがって記され、その内容は当町の資料にも伝わる。
1955年（昭和30年）3月31日に大沼郡川口村・沼沢村・本名村・横田村が新設合併し、金山村が発足。1958年（昭和33年）4月1日には町制施行により金山町となる。
1985年に金山音頭を作成した。
小栗山地区では2007年に土砂災害が発生した。福島県と新潟県境地方では2011年（平成23年）に豪雨が発生し、金山町の災害も記録されている。

## 産業

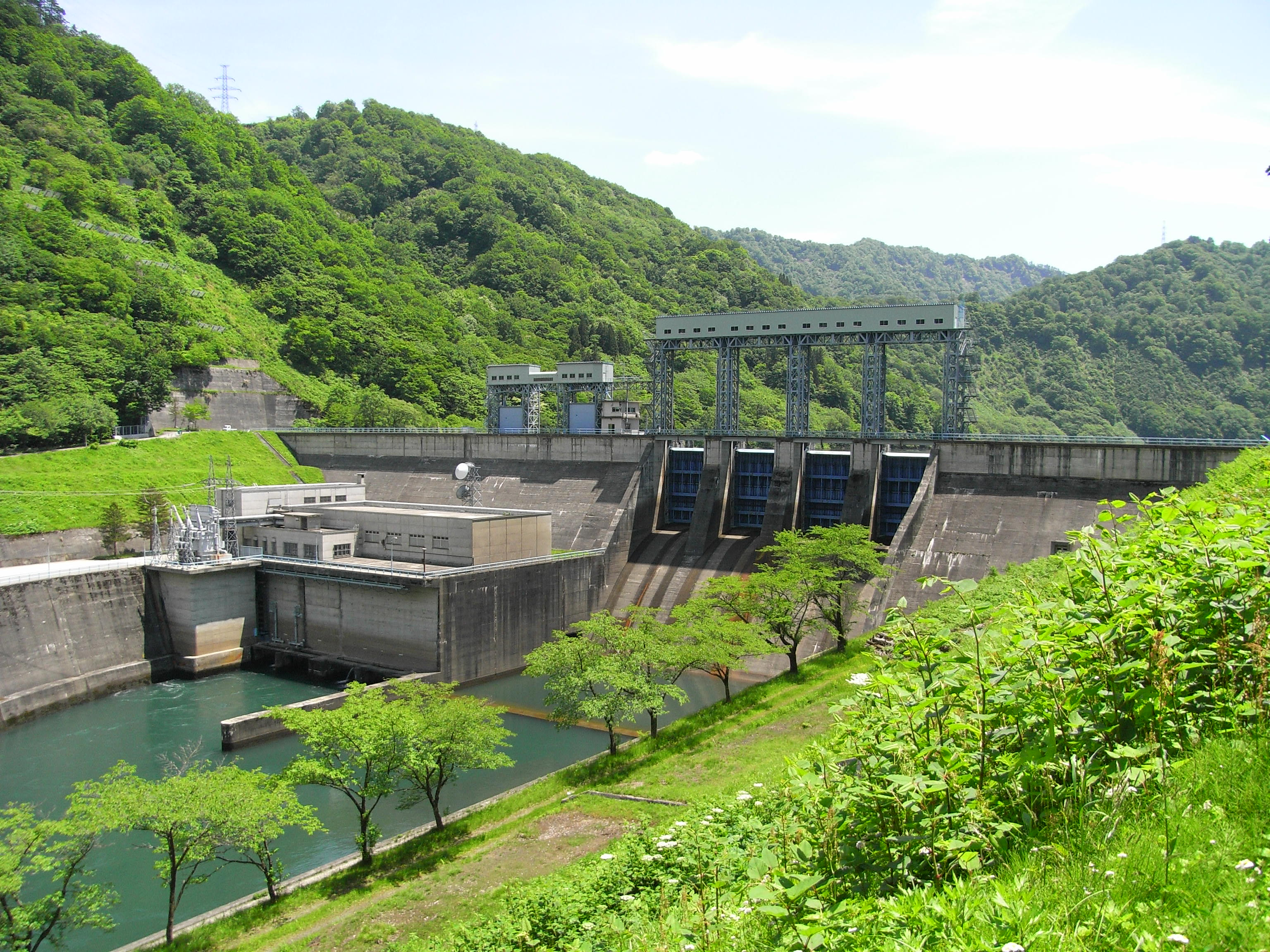
滝ダム

『金山町誌』によると、山間地を利用した製茶や養蚕と製糸業、水辺の水産業、また鉱業を伝統的に継承してきた。
只見川周辺にはダムなど水力発電施設が点在しており、東北電力が奥会津水力館「みお里MIORI」を設けている。
山がちであることから1950年代には林業で住宅建設の需要に応えた。1970年代初頭に自然休養村を整備する構想があった。
また当時は「ふるさとの風土と文化の魅力を求めて」ディスカバー・ジャパンという国内旅行を奨励する動きがあり、アグリツーリズムという2000年代に広まり始めた新しい旅行形態なども展望される。
農作物は水稲を中心に野菜を作り、里でエゴマを、そばは海抜500–600 mで生産し鑑賞用にかすみ草を出荷する。胡瓜の「会津葉込」という栽培種も記録がある。
人口減少を受け、特産品の赤カボチャを選んで地場産品をむらづくりに取りいれると奥会津金山赤カボチャ生産者協議会を組み、小学校の給食に出せるように町教育委員会に提供を始めた（2008年12月＝平成20年）。都市部との交流にも活用し、2015年（平成27年度）より学生対象のファームステイ事業を始めた。また同議会は特産品の農林水産省認証取得に積極的に取り組み、2022年に農林水産大臣賞を受賞した。
新規就農は2015年度（平成27年度）より5年で5名を数え、認定農業者の誕生が期待される。

## 友好都市
- 羽生市（埼玉県）
  - 1982年（昭和57年）友好都市提携
- 鴻巣市（埼玉県）
  - 1995年（平成7年）友好都市提携（提携先は旧北足立郡吹上町。2005年（平成17年）10月1日以降、合併により鴻巣市に継承）

## 郵便
- 川口郵便局（集配局）[59]
- 中川郵便局
- 横田郵便局
- 本名簡易郵便局

## 教育
『金山町誌』も参照。
高校
- 福島県立川口高等学校

小・中学校
- 金山町立金山中学校
- 金山町立かねやま小学校

※2025年度より町内の2小学校（金山小・横田小）を統合し、金山町立かねやま小学校が開校した。

## 交通

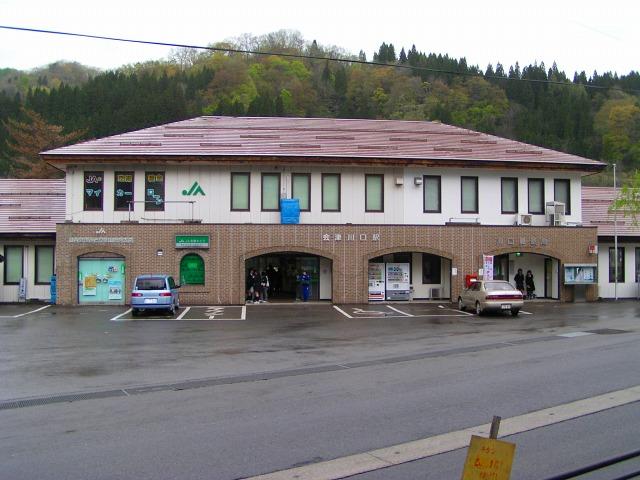
会津川口駅

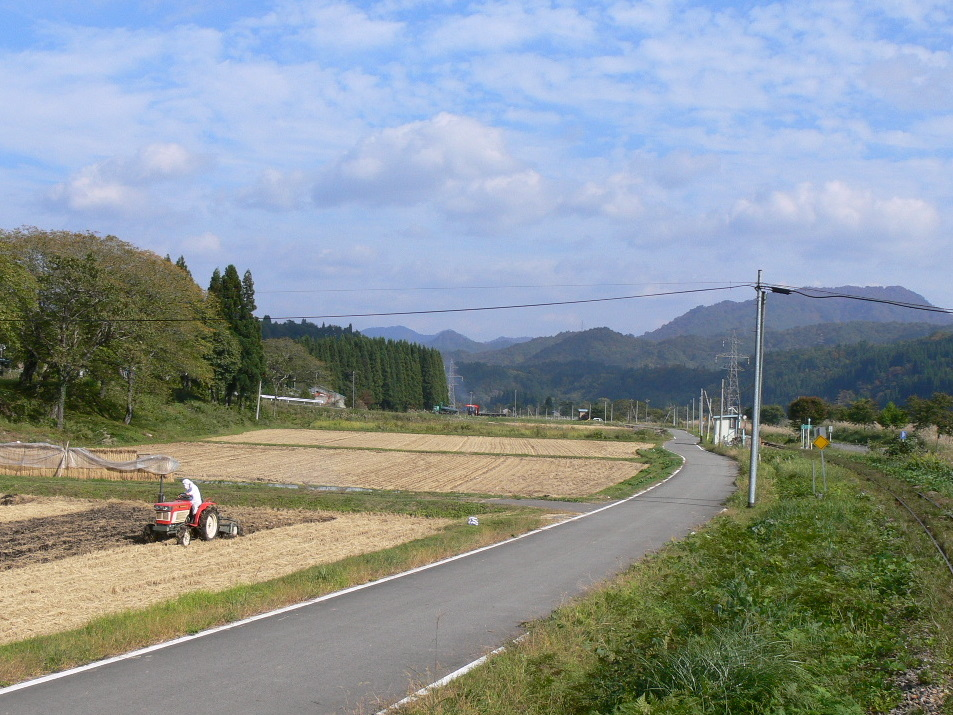
会津大塩駅周辺の風景

### 鉄道
東日本旅客鉄道（JR東日本）の只見線が通っており、中心となる駅は会津川口駅である。
- 会津水沼駅 - 会津中川駅 - 会津川口駅 - 本名駅 - 会津越川駅 - 会津横田駅[62] - 会津大塩駅

### 道路
国道
- 国道252号
  - 沿道に道の駅奥会津かねやまが所在。大字中川字上居平949-8
  - シンフォニーロード：大字水沼地にあり、自動車を走らせるとタイヤと路面の摩擦音で、車内の人に楽曲が聞こえる。

- 国道400号

県道
- 福島県道237号小栗山宮下線
- 福島県道352号布沢横田線

### バス
- 会津乗合自動車
- 町営バス

## 名所・旧跡・観光スポット・祭事・催事
温泉
- 中川温泉
- 大塩温泉

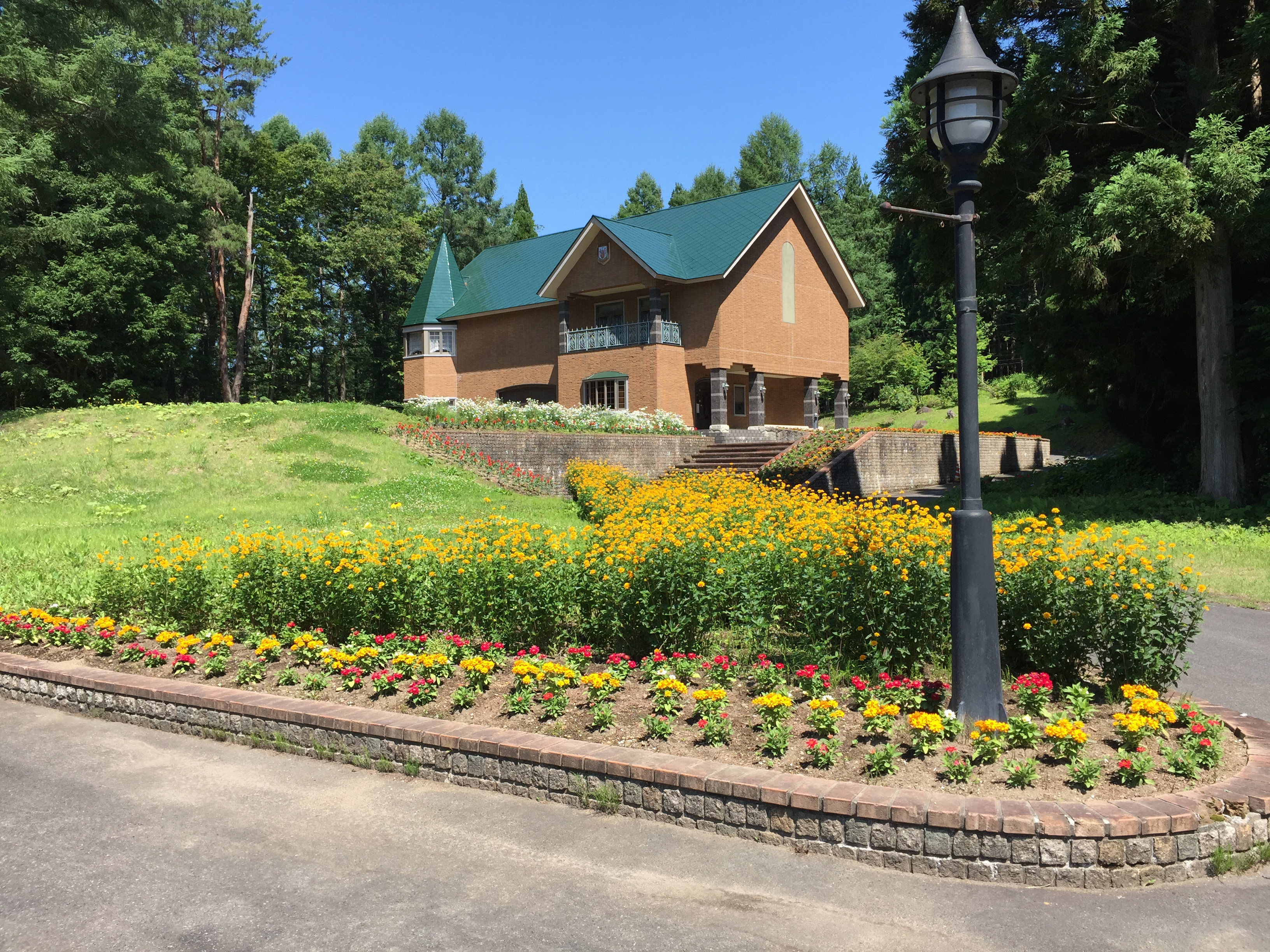
金山町妖精美術館

- 大塩炭酸泉 - 2019年に開催された第14回20か国・地域首脳会合にミネラルウォーターとして提供された。
- 滝沢温泉（共同浴場は廃止）
- 玉梨温泉
- 橋立温泉（共同浴場は廃止）
- 八町温泉
- 湯倉温泉
- 会津川口温泉（平成23年7月新潟・福島豪雨による設備故障で休業中。復旧見込みなし）

景観
- 黒岩洞穴
- 沼沢湖
  - 湖畔に妖精美術館が立地。

- 霧幻峡の渡し

歴史的な建造物、遺跡
- 岩代国宮崎遺跡
- 旧五十島家住宅
- 常楽寺聖教

## 出身者
- 矢内孝昌 - 幸福実現党元党首